# Viktor (Mosaizist)
Viktor (Βίκτωρ) war ein spätantiker Mosaizist, der im 6. Jahrhundert in Palästina tätig war.
Er ist einzig bekannt durch die Signaturinschrift eines Mosaikbodens des Baptisteriums einer Kirche in Jabaliyeh/el-Mkheitim, 3 Kilometer nördlich von Gaza (Ἔργον ψηφο/θετῶν Ἀσκα/λωνιτῶν Βί/κτωρος κ(αὶ) Κοσ/μᾶ, Ἀσκαλω/νιτ(ῶν) ἔτους βνχ). Danach fertigte er das Mosaik gemeinsam mit Kosmas und beide kamen aus Askalon. Datiert ist die Inschrift auf das Jahr 548/549.